# گمینا کوژمین ویلکوپولسکی
گمینا کوژمین ویلکوپولسکی (به لهستانی:  Gmina Koźmin Wielkopolski) یک گمینا در لهستان است که در شهرستان کروتوشن واقع شده‌است. گمینا کوژمین ویلکوپولسکی ۱۵۲٫۶۹ کیلومتر مربع مساحت و ۱۳٬۸۲۰ نفر جمعیت دارد.